# Hubertus Koch
Hubertus „Hubi“ Koch (* 29. August 1989 in Dorsten) ist ein deutscher Journalist, Filmemacher und Autor.

## Leben
Hubertus Koch ist mit zwei Brüdern und seiner alleinerziehenden Mutter in der Metropolregion Rhein-Ruhr aufgewachsen. Später studierte er in München Germanistik. Parallel dazu arbeitete er als freier Redakteur in der Fußballredaktion von Sport1 (früher: DSF). 2013 schloss er sein Studium ab, lebte fortan in Köln und war als selbstständiger Filmemacher tätig. In dieser Zeit entstand sein Debütfilm Süchtig nach Jihad – der Film eines kleinen Jungen, welcher überwiegend in Syrien gedreht wurde. Seit 2016 ist Koch für das öffentlich-rechtliche Online-Angebot funk tätig. Dort produzierte er unter anderem für den YouTube-Kanal Y-Kollektiv kurze Dokumentarfilme. Am 3. Oktober 2018 eröffnete Koch einen zweiten funk-Kanal auf YouTube, der den Namen „Einigkeit & Rap & Freiheit“ trägt. Dieser beschäftigte sich mit deutschem Hip-Hop, wurde aber 2019 wieder eingestellt. 2019 produzierte er die Interviewserie RendezWho? für 1 Live. Daneben produziert er selbstständig Interviews, Kommentare und Meinungsbeiträge über den eigenen YouTube-Kanal (Stand: 2023). Dieser wird durch Spenden finanziert.
2024 hatte Koch einen Gastauftritt im Musikvideo Bigotterie von Waving the Guns.

## Ehrungen und Auszeichnungen
- 2016: Förderpreis des Deutschen Fernsehpreises für junge Journalisten für die Reportagen Süchtig nach Jihad – der Film eines kleinen Jungen und Syrien – ein schwarzes Loch[8]
- 2017: Webvideopreis Deutschland mit Y-Kollektiv in der Kategorie Newcomer[8]
- 2019: Grimme Online Award mit „Einigkeit & Rap & Freiheit“ in der Kategorie Publikumspreis[9]
- 2019: nominiert: Grimme-Preis mit „Einigkeit & Rap & Freiheit“: Das ist RAP in der Kategorie Kinder & Jugend[10]
- 2019: nominiert: Grimme-Preis in der Kategorie Kinder & Jugend Spezial[10]

## Filmografie
- 2014: Süchtig nach Jihad – der Film eines kleinen Jungen
- 2014: Syrien – ein schwarzes Loch
- 2016: Brexit spaltet das Land – Großbritannien kurz nach dem EU-Referendum
- 2017: Kiffen – Zwischen Suchtklinik und Amsterdam
- 2017: Alkohol - Besoffen am Ballermann, verkatert zur Suchtberatung
- 2018: Wer ist hier behindert?
- 2018: Depression – Von Selbstzweifel bis Suizidversuch
- 2019: Dortmund-Dorstfeld ist ’ne No-go-Area.
- 2019: Geld? I give a shit about it!
- 2019: Geld hat bei uns nicht stattgefunden.
- 2020: 48 Stunden Backstage mit Felix Lobrecht (Dokumentation)
- 2020: Zivil & Ungehorsam – 4 Tage im Dannenröder Forst (Dokumentation)
- 2021: Wahl 2021: Eure Wut – Euer Mut: Was tun gegen den Klimawandel?
- 2023: Geblieben in Rojava / Erdogans Krieg

## Werke
- brandloch. Trabanten Verlag, Berlin 2020, ISBN 978-3-9822649-1-2.
- brandloch II. Trabanten Verlag, Berlin 2021, ISBN 978-3-9822649-8-1.
- Lost boy: Süchtig nach Leben. Ullstein Paperback, Berlin 2024, ISBN 9783864932786